# Ministère de la Pêche et des Productions halieutiques
Le ministère de la Pêche et des Productions halieutiques (en arabe : وزارة الصيد البحري والمنتجات الصيدية) est un ministère algérien chargé plus particulièrement de la gestion de la pêche maritime, de la gestion de la commercialisation et de la recherche scientifique dans le domaine de la pêche. L'ensemble de ses attributions est fixé par un décret du 1ᵉʳ avril 2020.

## Liste des ministres
| Identité                               | Période        | Période        | Durée                     |
| Identité                               | Début          | Fin            | Durée                     |
| -------------------------------------- | -------------- | -------------- | ------------------------- |
| Sid Ahmed Ferroukhi (1967 - 2022)      | 4 janvier 2020 | 8 juillet 2021 | 1 an, 6 mois et 4 jours   |
| Hicham Sofiane Salawatchi (né en 1983) | 8 juillet 2021 | 16 mars 2023   | 1 an, 8 mois et 8 jours   |
| Ahmed Bidani (en) (né en 1972)         | 16 mars 2023   | En cours       | 1 an, 11 mois et 26 jours |